# 高野駅 (東京都)
高野駅（こうやえき）は、東京都足立区扇二丁目にある、東京都交通局日暮里・舎人ライナーの駅である。駅番号はNT 07。

## 歴史
- 2008年（平成20年）3月30日 - 開業[2][3]。

### 駅名の由来
「高野」は現行の町名としては存在しないが、江戸時代に登場した足立郡高野村が基であり、1976年9月30日までは「東京都足立区高野町」として存在した。

## 駅構造
島式ホーム1面2線を有する高架駅である。

### のりば
| 番線 | 路線                 | 行先               |
| ---- | -------------------- | ------------------ |
| 1    | 日暮里・舎人ライナー | 見沼代親水公園方面 |
| 2    | 日暮里・舎人ライナー | 日暮里方面         |

## 利用状況
2023年（令和5年）度の1日平均乗降人員は6,207人（乗車人員：3,133人、降車人員：3,074人）である。
開業以来の1日平均乗降・乗車人員の推移は下表の通りである。
| 年度               | 1日平均 乗降人員 | 1日平均 乗車人員 | 出典     |
| ------------------ | ---------------- | ---------------- | -------- |
| 2007年（平成19年） |                  | 2,861            | [ * 1 ]  |
| 2008年（平成20年） | 3,491            | 1,751            | [ * 2 ]  |
| 2009年（平成21年） | 3,772            | 1,908            | [ * 3 ]  |
| 2010年（平成22年） | 4,026            | 2,033            | [ * 4 ]  |
| 2011年（平成23年） | 4,166            | 2,105            | [ * 5 ]  |
| 2012年（平成24年） | 4,276            | 2,162            | [ * 6 ]  |
| 2013年（平成25年） | 4,498            | 2,275            | [ * 7 ]  |
| 2014年（平成26年） | 4,704            | 2,379            | [ * 8 ]  |
| 2015年（平成27年） | 5,371            | 2,716            | [ * 9 ]  |
| 2016年（平成28年） | 5,591            | 2,829            | [ * 10 ] |
| 2017年（平成29年） | 5,862            | 2,957            | [ * 11 ] |
| 2018年（平成30年） | 6,174            | 3,115            | [ * 12 ] |
| 2019年（令和元年） | 6,295            | 3,173            | [ * 13 ] |
| 2020年（令和02年） | 5,080            | 2,560            |          |
| 2021年（令和03年） | 5,456            | 2,749            |          |
| 2022年（令和04年） | 5,917            | 2,983            |          |
| 2023年（令和05年） | 6,207            | 3,133            |          |

備考
1. ↑  2008年3月30日開業。開業日から同年3月31日までの計2日間を集計したデータ[11]。

## 駅周辺
駅西側に交通広場が設けられている。
- 都営北宮城アパート
- 足立区立扇中学校
- コーナン足立扇店

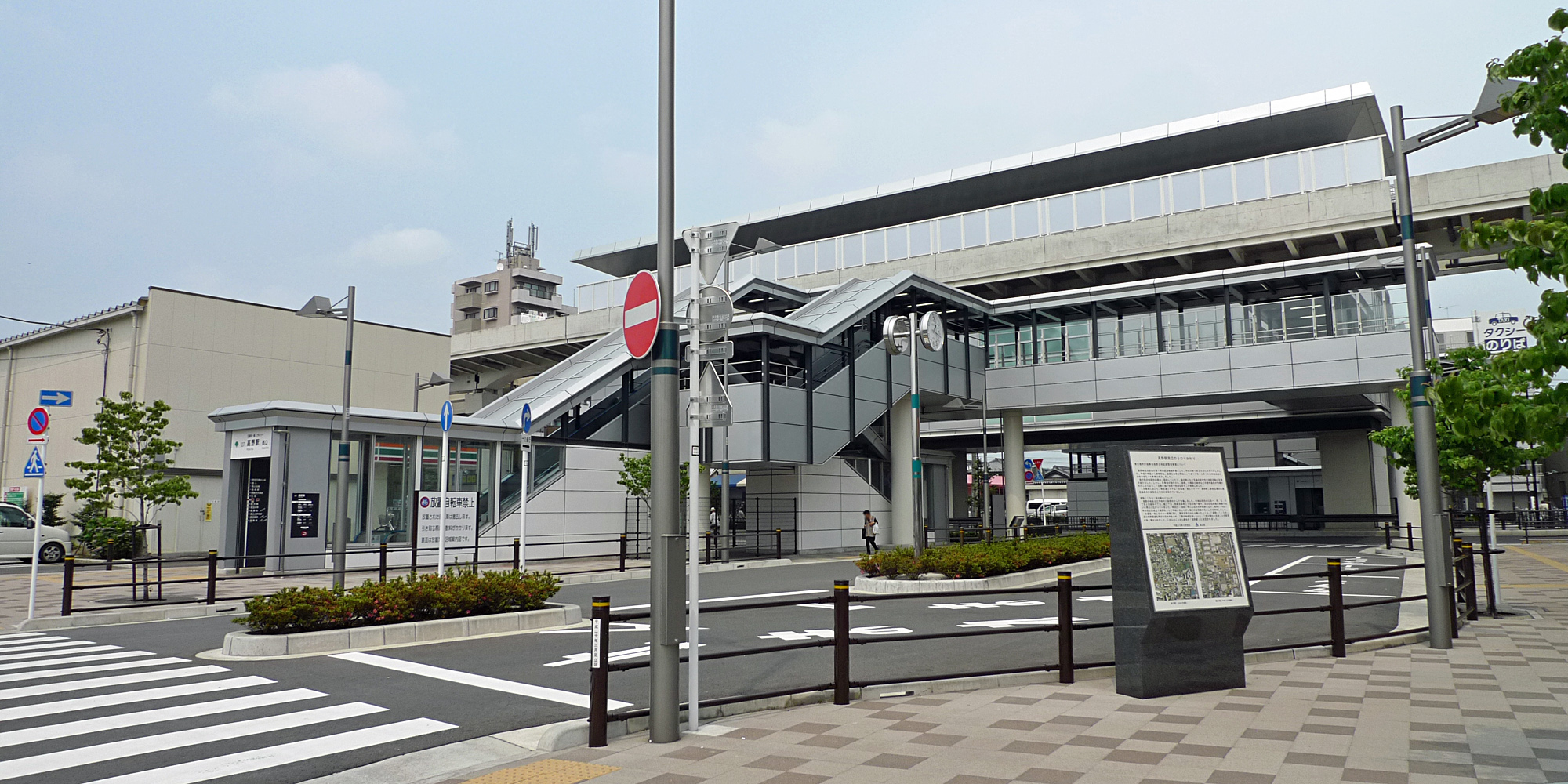
駅前広場から見た駅
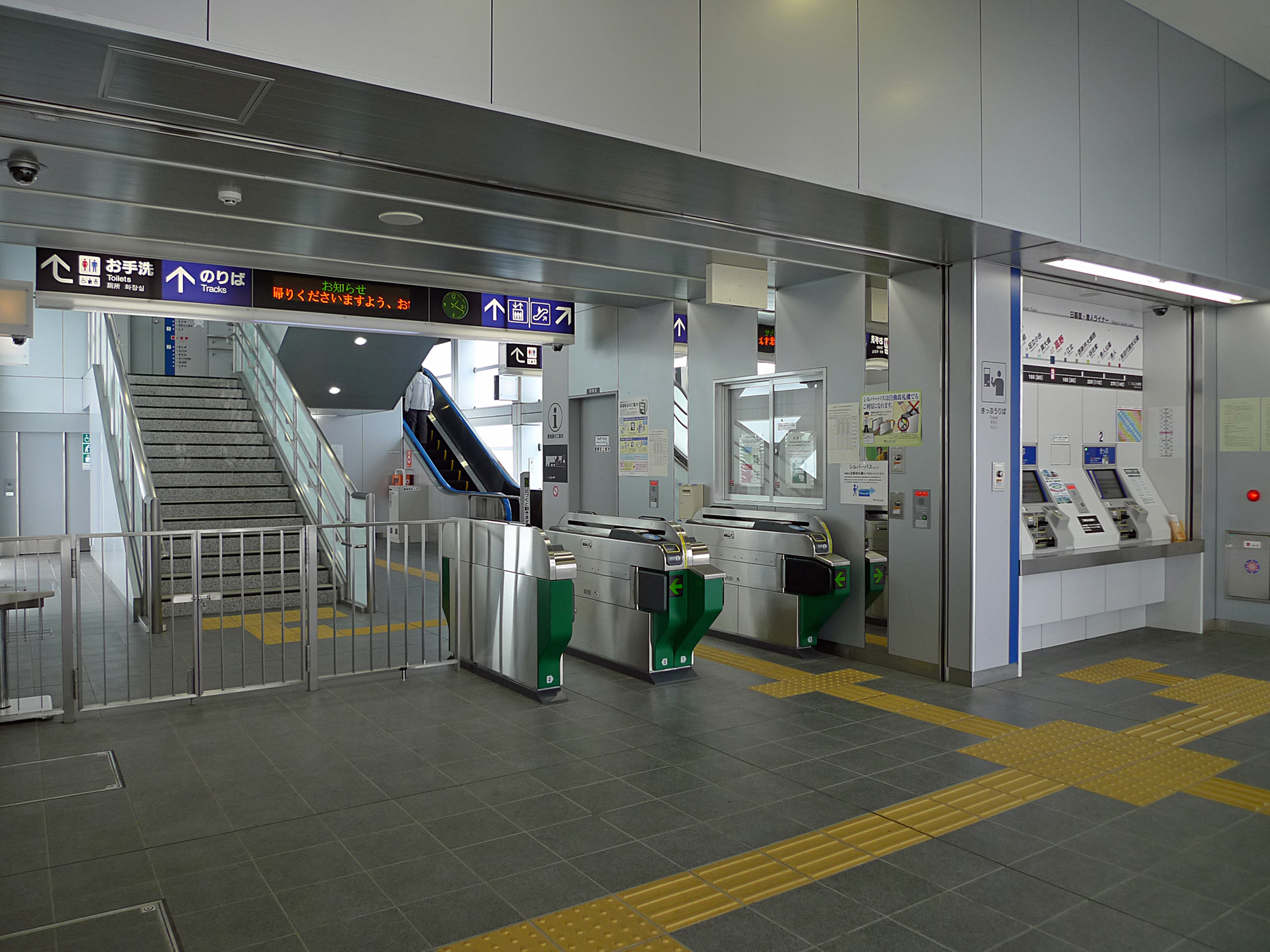
改札口（2009年6月14日）
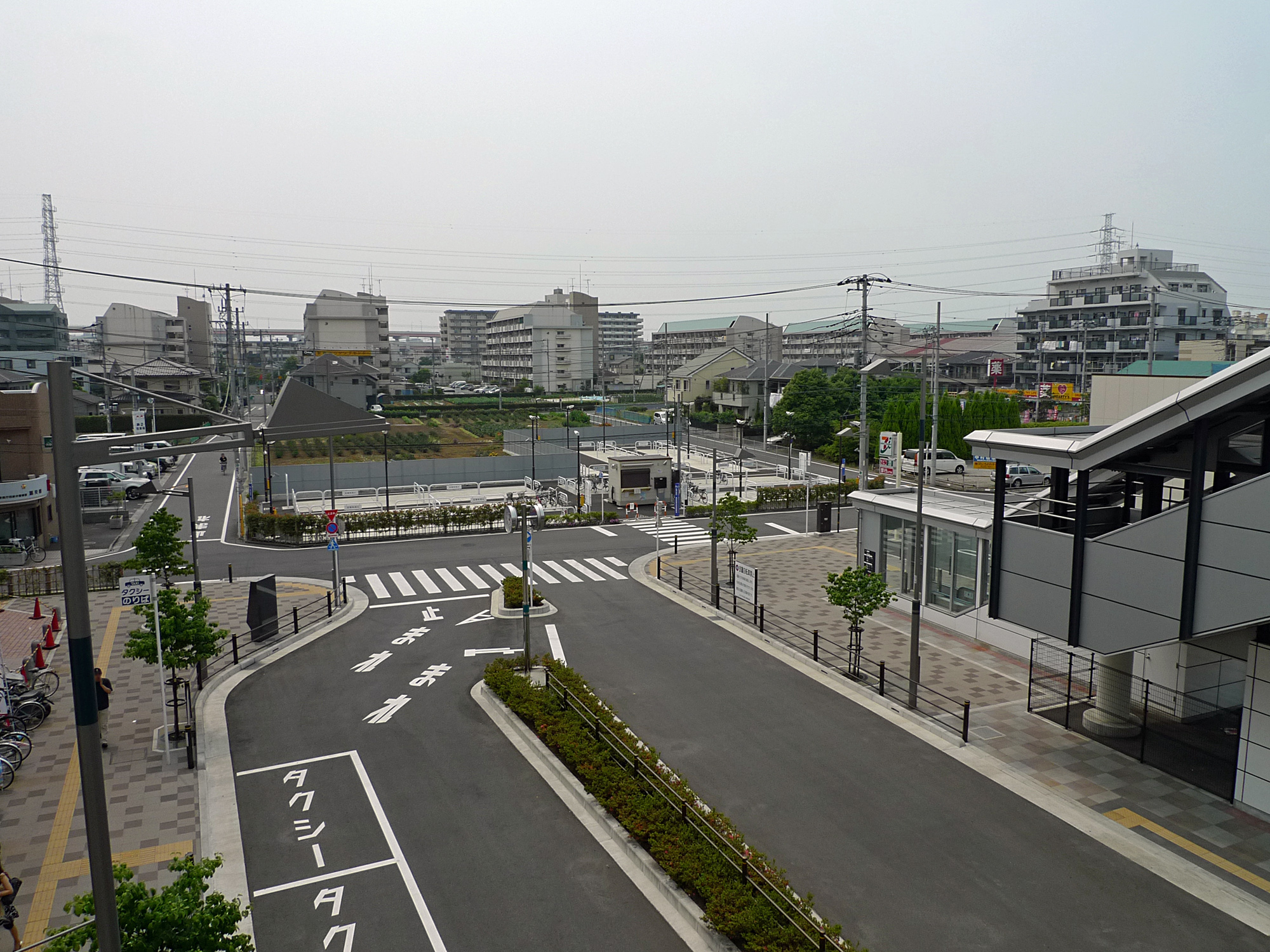
駅前広場

## バス路線
扇三丁目停留所（尾久橋通り上）
- 都営バス
  - 里48：見沼代親水公園駅前行・江北六丁目団地前行／日暮里駅前行 ※平日のみ運行
- 東武バスセントラル
  - 北05：東京女子医大足立医療センター行／北千住駅行

## 隣の駅
東京都交通局
 日暮里・舎人ライナー
扇大橋駅 (NT 06) - 高野駅 (NT 07) - 江北駅 (NT 08)